# Ragnar Skanåker
Karl Ragnar Skanåker (ur. 8 czerwca 1934 w Stora Skedvi) – szwedzki strzelec sportowy. Wielokrotny medalista olimpijski.
Specjalizował się w strzelaniu z pistoletu. Brał udział w siedmiu igrzyskach na przestrzeni ponad dwudziestu lat (IO 72, IO 76, IO 80, IO 84, IO 88, IO 92, IO 96), zdobył cztery medale. W 1972 triumfował w strzelaniu z pistoletu dowolnego, w tej konkurencji sięgnął również po dwa srebrne (1984 i 1988) i jeden brązowy medal (1992). Był mistrzem świata.